# Kourou (fiume)
Kourou è un fiume della Guyana francese che sfocia nell'Oceano Atlantico nei pressi della città omonima. Il suo estuario ospita un porto turistico.
Il fiume è inquinato dalla presenza di mercurio nelle acque a causa delle ricerche aurifere clandestine.

## Geografia
Il Kourou scorre per 112 chilometri. Il colore delle acque è bruno, come numerosi corsi d'acqua dell'Amazzonia, a causa dei sedimenti apportati dalla foresta. Le acque ospitano numerose specie di pesci utilizzati nella cucina guyanese. A causa di attività estrattive clandestine nel suo bacino, il fiume risulta inquinato dal mercurio.
Quattro punti notevoli si trovano lungo il suo corso, da monte verso valle:
- il salto Léodate,
- la roccia Léodate,
- la roccia Génipa,
- il salto Gorigo.